# Tandem (spadochron)

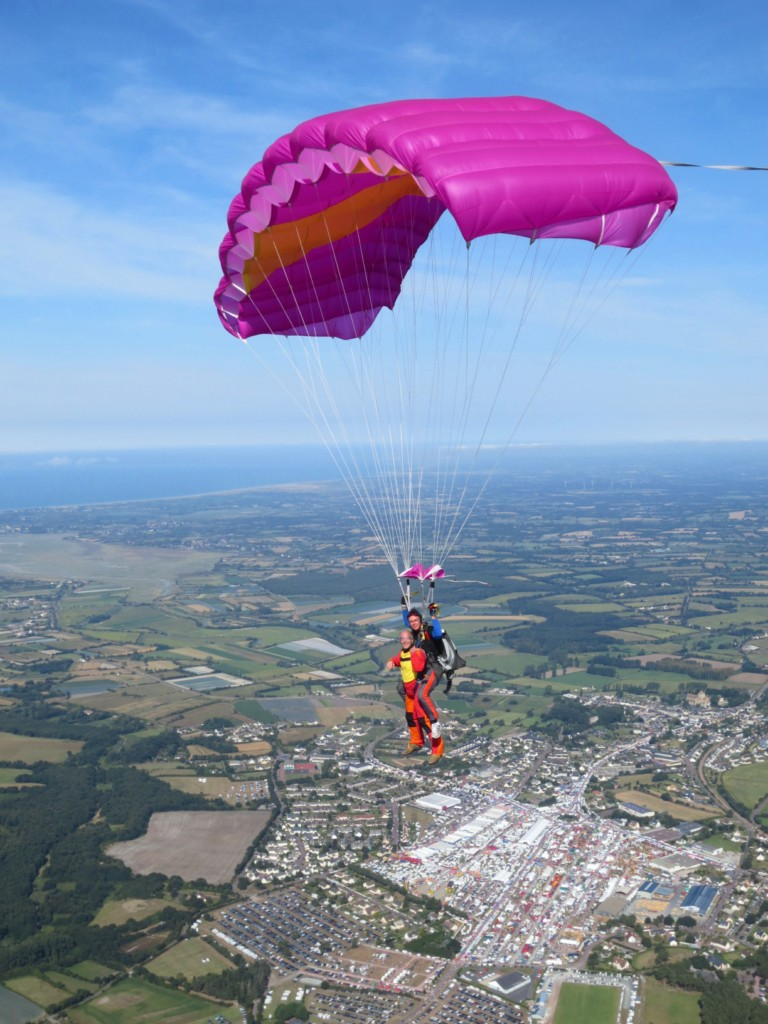
Spadochron tandemowy

Tandem – specjalny, bardzo duży spadochron, przygotowany i przeznaczony do skoków spadochronowych dla dwóch osób.
Spadochron dwuosobowy czyli Tandem został skonstruowany na przełomie lat 70. i 80. XX wieku w Stanach Zjednoczonych. Po wprowadzeniu do użycia pierwszych typów spadochronów Tandem skoki tandemowe stały się niezwykle popularne, najpierw w Stanach Zjednoczonych, a wkrótce na całym Świecie. Do Polski pierwsze Tandemy trafiły w latach 90. XX wieku.
System Tandem składa się z dwóch zasadniczych części, zestawu spadochronowego, który podczas skoku ma na sobie Tandem Pilot oraz uprzęży dzięki której pasażer jest połączony z Tandem Pilotem, a właściwie z jego spadochronem. Cały System Tandem jest obsługiwany i dopuszczany do skoków przez wykwalifikowanego mechanika spadochronowego.
Skoki tandemowe mogą wykonywać jedynie specjalnie do tego wyszkoleni instruktorzy. W roli „pasażera” natomiast może występować każda chętna osoba, bez konieczności odbycia żadnych badań czy więcej niż kilkuminutowego szkolenia.
Skoki tandemowe są często filmowane lub fotografowane przez innych wyszkolonych skoczków, co stanowi dodatkową atrakcję dla „pasażera” tandemu.